# Bill English (glumac)
William Andrew "Bill" English (Rochester, 8. travnja, 1980.), američki je glumac.

## Vanjske poveznice
- Ken Page na IMDB-u